# Al-Salamstadion (Caïro)
Het Al-Salamstadion (Arabisch: ستاد الانتاج الحربي) is een multifunctioneel stadion in Caïro, een stad in Egypte. Het stadion wordt ook Caïro Militair Production Stadion genoemd. Het stadion wordt vooral gebruikt voor voetbalwedstrijden, de voetbalclubs Al-Ahly en El Entag El Harby SC maken soms gebruik van dit stadion. In het stadion is plaats voor 30.000 toeschouwers. Het stadion werd geopend in 2009.